# スタニスワフ・フラネク
スタニスワフ・フラネク(Stanisław Flanek、1919年4月18日 - 2009年11月4日)は、ポーランドのクラクフ出身のサッカー選手。ポジションはディフェンダー。
1947年から1950年にかけてポーランド代表に選出されており8試合に出場した。